# Cesare Brancadoro

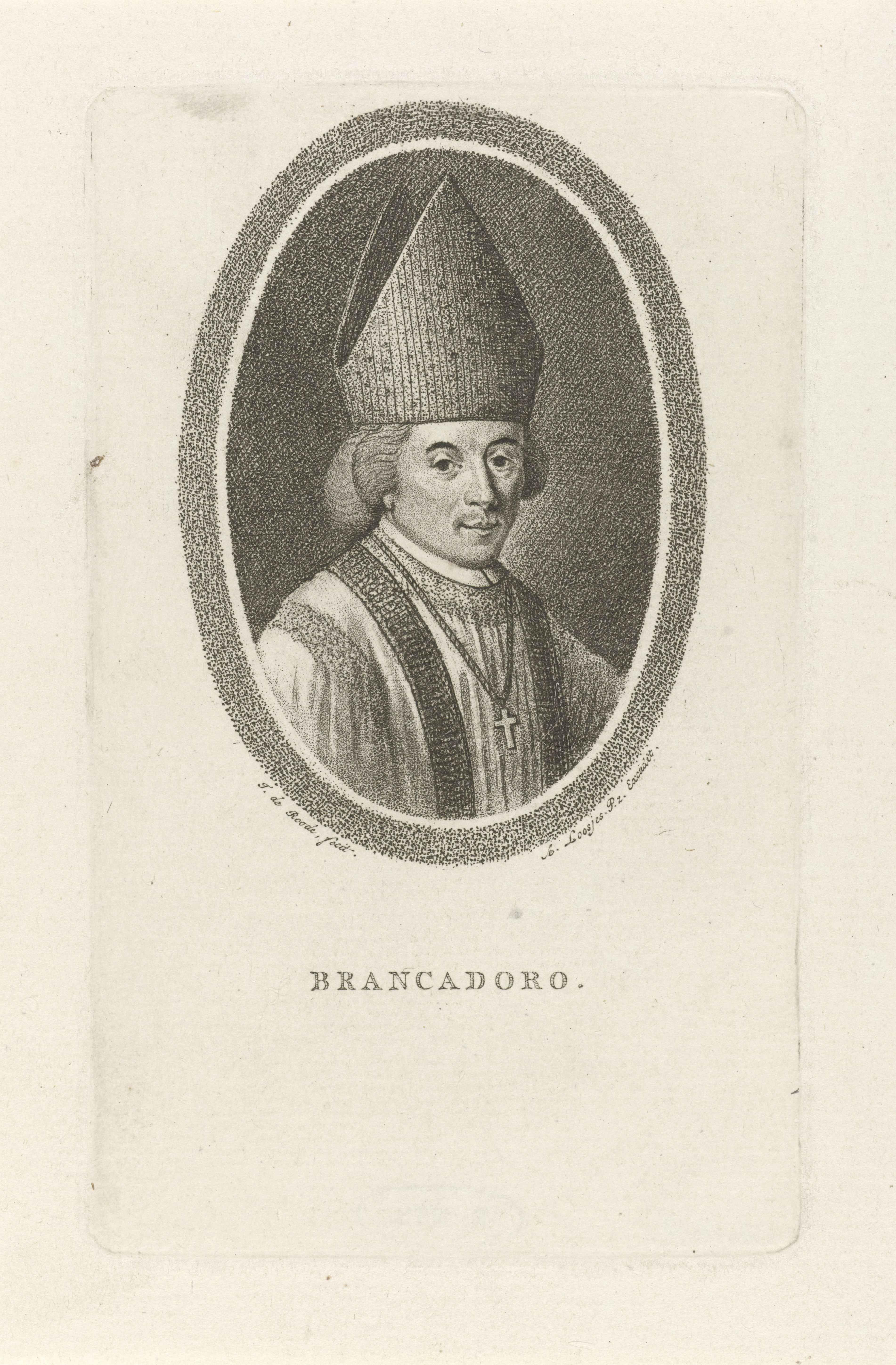
Cesare Brancadoro im bischöflichen Ornat (Stich um 1790)

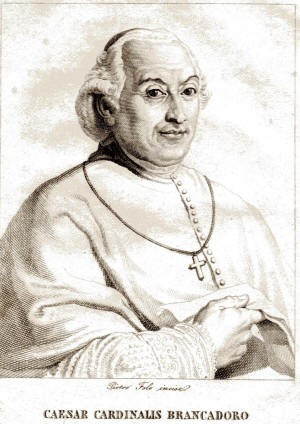
Cesare Kardinal Brancadoro (um 1805)

Cesare Brancadoro (* 28. August 1755 in Fermo, Kirchenstaat; † 12. September 1837 ebenda) war ein päpstlicher Diplomat und Kardinal, später Erzbischof von Fermo.

## Leben
Brancadoro studierte Zivil- und Kirchenrecht in Fermo und erhielt danach die Priesterweihe. Papst Pius VI. verlieh ihm den Titel eines Päpstlichen Geheimkämmerers. Andrea Antonio Silverio Minucci, der Erzbischof von Fermo, ernannte ihn zu seinem Bibliothekar.
Am 20. Oktober 1789 wurde er vom Papst zum Titularerzbischof von Nisibis ernannt. Im selben Jahr erhielt Brancadoro auch die Ernennung zum Päpstlichen Thronassistenten. Die Bischofsweihe spendete ihm am 25. Juli 1790 Erzbischof Minucci. 1792 wurde Brancadoro Apostolischer Nuntius in den Österreichischen Niederlanden. Fünf Jahre später, im Juni 1797, kehrte er nach Rom zurück und wurde Sekretär der Kongregation De Propaganda Fide.
Papst Pius VII. ernannte ihn 1800 zum Bischof von Orvieto. Am 23. Februar 1801 nahm er ihn als Kardinalpriester mit der Titelkirche San Girolamo degli Schiavoni ins Kardinalskollegium auf. Am 11. Juli 1803 wurde Kardinal Brancadoro neuer Erzbischof von Fermo. Er lehnte es 1810 ab, zur zweiten Hochzeit von Napoleon Bonaparte zu erscheinen, da sie den kirchlichen Ehegesetzen widersprach. Deshalb verbot ihm der Kaiser das Tragen seiner roten Amtskleidung („Schwarzer Kardinal“). 1810 wurde Brancadoro nach Reims deportiert, 1813 nach Fontainebleau und Anfang 1814 nach Orange. Erst nach dem Sturz Bonapartes kam der Kardinal wieder frei. 1820 wurde ihm von Pius VII. die Titelkirche Sant’Agostino in Campo Marzio zugewiesen. Er nahm am Konklave 1823 teil, in dem Papst Leo XII. gewählt wurde. An den Papstwahlen 1829 und 1830/1831 nahm er nicht teil. 1832 wurde Brancadoro als dienstältester Kardinalpriester Kardinalprotopriester. Bereits seit einigen Jahren erblindet, starb er 1837 mit 82 Jahren und wurde im Dom von Fermo beigesetzt.
Cesare Brancadoro war Onkel der Kardinäle Tommaso Bernetti und Antonio Matteucci.